# ワレリー・ディビセンコ
ワレリー・ディビセンコ（ロシア語: Валерий Васильевич Дивисенко, ラテン文字転写: Valery Vasilievich Divisenko、1961年7月10日 - 2008年11月8日）は、ソビエト連邦の柔道選手。階級は95kg級。

## 人物
1979年のヨーロッパジュニア86kg級で3位になると、翌年のヨーロッパジュニアは95kg級で優勝を飾った。1983年のヨーロッパ選手権で優勝すると、地元モスクワで開催された世界選手権では銀メダルを獲得した。翌年のロサンゼルスオリンピックはソ連がボイコットしたために出場できなかったが、その実質的な対抗大会として開催されたフレンドシップ・ゲームズに出場して3位になった。
1982年から1986年にかけて、国際柔道連盟会長であった松前重義の招きに応じて日本を訪問し、交流試合を行った。1991年に名誉スポーツマスターの称号を授与される。2008年に死去した。

## 主な戦績
- 1978年 - ヨーロッパカデ選手権　83kg級　3位
- 1979年 - ヨーロッパジュニア　86kg級　3位
- 1980年 - ヨーロッパジュニア　優勝
- 1983年 - ヨーロッパ選手権　優勝
- 1983年 - 世界選手権　2位
- 1984年 - フレンドシップ・ゲームズ　3位